# Mesomima
Mesomima is een geslacht van vlinders van de familie spanners (Geometridae), uit de onderfamilie Ennominae.

## Soorten
- M. jacksoni Carcasson, 1962
- M. tenuifascia (Holland, 1893)
- M. tmetoleuca Prout, 1934